# الجدعا (ردفان)

تعديل مصدري - تعديل

الجدعا هي إحدى قرى عزلة الحبيلين بمديرية ردفان التابعة لمحافظة لحج، بلغ تعداد سكانها 1384 نسمة حسب تعداد اليمن لعام 2004.